# Juan García Ro
Juan García Ro, seudónimo de Juan del Rosario García Rodríguez (Oficina salitrera María Elena, 12 de junio de 1945-15 de octubre de 2019), fue un poeta, cuentista y editor chileno, radicado en Vallenar.

## Biografía
García Ro nació el 12 de junio de 1945 en María Elena. Fruto del matrimonio de Juana Celia Rodríguez Romero y Manuel Primitivo García Pizarro, tiene dos hermanos Ana Águeda y Fernando Manuel.
En 1953 se traslada a Los Andes y en 1957 regresan a María Elena. A los 14 años de edad ingresa a la Compañía Salitrera Anglo Lautaro, desempeñándose como mensajero, aprendiz frenos de aire, aprendiz soldador y alarife. En 1960 salió a conocer mundo como marinero en barcos de carga que iban a diversos países. En 1964 hizo el Servicio Militar en la Infantería de Marina en la Armada Nacional (Iquique) y en 1965, por otros cuatro años volvió a viajar por el mundo en naves extranjeras.
El 30 de diciembre de 1967 contrae matrimonio, en la ciudad de Tierra Amarilla, con Flor Pérez Sepúlveda, de cuya unión nacen Mauricio y Francisco.
En 1968 y parte 1969 labora como comerciante ambulante. En 1969 ingresa como jornalero en la Fundición Paipote de la Empresa Nacional de Minería, ascendiendo posteriormente a operador de la Planta de Ácido y finalmente como secretario y oficial administrativo de la Fundición de Paipote. En 1977 ingresa a la Compañía de Acero del Pacífico, donde inicia desempeñándose en las faenas de Cerro Imán, Copiapó; y luego en Planta Pellets, Huasco.
Por cinco años, desde 1993 fue guía del Taller de Narrativa de Vallenar, pertenece a la Sociedad de Escritores de Chile y ha sido socio del Grupo Literario Jotabeche y de la Academia de Literatura de la Universidad Técnica del Estado (ALUTEC) de Copiapó.
Fue socio fundador de las sociedades: Sociedad Primera Antología del Copayapu, Copiapó; Sociedad de Escritores de Atacama, Copiapó; Sociedad de Escritores de Atacama, Vallenar; y director de la revista literaria Chehueque.

### Ediciones Mediodía en punto
Es una editorial creada por él, en el año 2004, con el afán de respaldar la difusión de escritores del valle del Huasco, a la fecha ha editado dieciocho títulos.

## Libros
- 1976 - Mi amigo el Colorado, cuento
- 1979 - El mundo del silencio, poesía
- 1983 - El llanto del Quijote, poesía
- 1986 - Viaje a la miseria, poesía
- 1991 - Tras la cortina de hilo, cuento
- 1993 - Mansedumbre insurrecta, poesía
- 1997 - Los días nuestros de cada día mini cuentos
- 1998 - El libro del desconsuelo de Francisca San Francisco, poesía
- 1999 - Desarraigos y nostalgias, poesía
- 2001 - La madrugada del jueves y otros relatos, cuentos
- 2005 - Relatos de niños, cuentos
- 2007 - Por culpa de la Holman, cuentos
- 2008 - Huellas y mirajes, poesía[4]
- 2010 - Cuentos de autores huasquinos (con Patricia Rivera)
- 2011 - Poemas de autores huasquinos (con Nelly Blamey Rojas)
- 2011 - Ropa sucia (como Francisca San Francisco)[5]
- 2013 - Relatos de poetas, locos y vagabundos
- 2014 - Leyendas y derroteros de las provincias Atacameñas[6]

## Publicaciones en Antologías
Ha sido incluido en las siguientes antologías.
- 1978 - Primera Antología del Copayapu
- 1980 - Cantos de cobre y niebla
- 1982 - V Concurso laboral de cuento y poesía de la Caja de compensación Javiera Carrera
- 1997 - V Concurso de cuentos para escritores de la primera a la cuarta regiones, Universidad Católica del Norte, Antofagasta
- 1998 - VI Concurso de cuentos para escritores de la primera a la cuarta regiones, Universidad Católica del Norte, Antofagasta
- 1998 - Antología poética del norte (I a la IV regiones) poetas de los ochenta (Juvenal Ayala)
- 1999 - VII Concurso de cuentos para escritores de la primera a la cuarta regiones, Universidad Católica del Norte, Antofagasta
- 2002 - Los Poetas y el General, Voces de oposición en Chile bajo Augusto Pinochet 1973 – 1989, Edición Bilingüe (Español/Inglés), Eva Goldschmidt Wyman, Colección Entre Mares, Lom – Santiago de Chile
- 2003 - X Concurso de cuentos para escritores de la primera a la cuarta regiones, Universidad Católica del Norte, Antofagasta
- 2004 - X Concurso nacional de cuentos “Fernando Santiván”, Universidad Austral de Chile, Valdivia
- 2005 - Nuevos Cuentos Mineros – Alfaguara y Minera Escondida[7]

## Premios
- 2000 - Galardón como escritor, en el Programa de becas y creación literaria, Consejo nacional del fomento del libro y la lectura
- 2000 - Beca de creación literaria género Cuento, Fondo del libro y la lectura.
- 2002 - Premio Provincial de literatura, Provincia del Huasco
- 2003 - Premio Regional de literatura Carlos Mondaca, La Serena
- 2007 - Medalla Ambrosio O'Higgins (Municipalidad de Vallenar)
- 2008 - Premio Federico Varela, Chañaral